# Long Mỹ
Long Mỹ là một phường thuộc thành phố Cần Thơ, Việt Nam.

## Địa lý
Phường Long Mỹ có vị trí địa lý:
- Phía đông giáp xã Phương Bình
- Phía tây giáp xã Xà Phiên
- Phía nam giáp phường Long Bình và xã Vĩnh Thuận Đông
- Phía bắc giáp phường Long Phú 1.

Phường Long Mỹ có 51,40 km², dân số năm 2024 là 35.865 người, mật độ dân số đạt 697 người/km².

## Lịch sử
Ngày 20 tháng 9 năm 1975, Bộ Chính trị ban hành Nghị quyết số 245-NQ/TW về việc hợp nhất tỉnh Cần Thơ (ngoại trừ huyện Thốt Nốt), tỉnh Sóc Trăng, tỉnh Trà Vinh, tỉnh Vĩnh Long thành một tỉnh, tên gọi tỉnh mới cùng với nơi đặt tỉnh lỵ sẽ do địa phương đề nghị lên.
Ngày 20 tháng 12 năm 1975, Bộ Chính trị ban hành Nghị quyết số 19/NQ về việc hợp nhất tỉnh Cần Thơ (bao gồm cả huyện Thốt Nốt của tỉnh Long Xuyên), tỉnh Sóc Trăng thành một tỉnh mới, tên gọi tỉnh mới cùng với nơi đặt tỉnh lỵ sẽ do địa phương đề nghị lên.
Ngày 24 tháng 2 năm 1976, Chính phủ Cách mạng lâm thời Cộng hòa miền Nam Việt Nam ban hành Nghị định số 3/NQ/1976 về việc hợp nhất tỉnh Cần Thơ, tỉnh Sóc Trăng và thành phố Cần Thơ thành một tỉnh mới, lấy tên là tỉnh Hậu Giang.
Ngày 21 tháng 4 năm 1979, Hội đồng Chính phủ ban hành Quyết định số 174-CP về việc sáp nhập ấp 9 của xã Long Trị vào thị trấn Long Mỹ.
Ngày 15 tháng 9 năm 1981, Hội đồng Bộ trưởng ban hành Quyết định số 70-HĐBT về việc chia xã Long Trị thuộc huyện Long Mỹ thành xã Long Tân và xã Long Trị.
Ngày 26 tháng 10 năm 1981, Hội đồng Bộ trưởng ban hành Quyết định số 119-HĐBT về việc:
- Thành lập huyện Mỹ Thanh thuộc tỉnh Hậu Giang.
- Thị trấn Long Mỹ và 2 xã: Long Tân, Long Trị thuộc huyện Long Mỹ.

Ngày 28 tháng 1 năm 1991, Ban Tổ chức của Chính phủ ban hành Quyết định số 36/QĐ-TCCP về việc sáp nhập xã Long Tân vào xã Long Trị.
Ngày 26 tháng 12 năm 1991, Quốc hội ban hành Nghị quyết về việc chia tỉnh Hậu Giang thành tỉnh Cần Thơ và tỉnh Sóc Trăng.
Ngày 26 tháng 11 năm 2003, Quốc hội ban hành Nghị quyết số 22/2003/QH11 về việc chia tỉnh Cần Thơ thành thành phố Cần Thơ trực thuộc trung ương và tỉnh Hậu Giang.
Ngày 24 tháng 8 năm 2009, Chính phủ ban hành Nghị quyết số 37/NQ-CP về việc thành lập xã Long Trị A thuộc huyện Long Mỹ trên cơ sở điều chỉnh 2.041,43 ha diện tích tự nhiên và 10.965 nhân khẩu của xã Long Trị.
Sau khi điều chỉnh địa giới hành chính, xã Long Trị còn lại 1.750,99 ha diện tích tự nhiên và 7.221 nhân khẩu.
Ngày 28 tháng 12 năm 2010, Bộ Xây dựng ban hành Quyết định số 1139/QĐ-BXD về việc công nhận thị trấn Long Mỹ, huyện Long Mỹ là đô thị loại IV.
Ngày 15 tháng 5 năm 2015, Ủy ban Thường vụ Quốc hội ban hành Nghị quyết số 933/NQ-UBTVQH13 về việc:
- Thành lập thị xã Long Mỹ thuộc tỉnh Hậu Giang.
- Chuyển thị trấn Long Mỹ và 2 xã: Long Trị, Long Trị A thuộc huyện Long Mỹ sang trực thuộc thị xã Long Mỹ mới thành lập quản lý.
- Thành lập phường Bình Thạnh thuộc thị xã Long Mỹ trên cơ sở toàn bộ 265,37 ha diện tích tự nhiên và 3.546 người của ấp 1 thuộc thị trấn Long Mỹ, huyện Long Mỹ.
- Thành lập phường Thuận An thuộc thị xã Long Mỹ trên cơ sở toàn bộ 1.225,81 ha diện tích tự nhiên và 12.997 người của các ấp: 2, 3, 4, 5, 6 thuộc thị trấn Long Mỹ, huyện Long Mỹ.

Ngày 25 tháng 9 năm 2015, HĐND tỉnh Hậu Giang về việc:
- Thành lập khu vực Bình Thạnh B thuộc phường Bình Thạnh trên cơ sở ấp 1 thuộc thị trấn Long Mỹ.
- Thành lập khu vực 2 thuộc phường Thuận An trên cơ sở ấp 2 thuộc thị trấn Long Mỹ.
- Thành lập khu vực 3 thuộc phường Thuận An trên cơ sở ấp 3 thuộc thị trấn Long Mỹ.
- Thành lập khu vực 4 thuộc phường Thuận An trên cơ sở ấp 4 thuộc thị trấn Long Mỹ.
- Thành lập khu vực 5 thuộc phường Thuận An trên cơ sở ấp 5 thuộc thị trấn Long Mỹ.
- Thành lập khu vực 6 thuộc phường Thuận An trên cơ sở ấp 6 thuộc thị trấn Long Mỹ.

Tính đến ngày 31/12/2024:
- Phường Thuận An có 5 khu vực: 2, 3, 4, 5, 6.
- Xã Long Trị có 8 ấp: 1, 2, 3, 4, 5, 6, 7, 8.
- Xã Long Trị A có 4 ấp: 4, 5, 6, 7.

Ngày 12 tháng 6 năm 2025, Quốc hội ban hành Nghị quyết số 202/2025/QH15 về việc sắp xếp đơn vị hành chính cấp tỉnh (nghị quyết có hiệu lực từ ngày 12 tháng 6 năm 2025). Theo đó, sáp nhập tỉnh Hậu Giang và tỉnh Sóc Trăng vào thành phố Cần Thơ.
Ngày 16 tháng 6 năm 2025:
- Quốc hội ban hành Nghị quyết số 203/2025/QH15[17] về việc Sửa đổi, bổ sung một số điều của Hiến pháp nước Cộng hòa xã hội chủ nghĩa Việt Nam. Theo đó, kết thúc hoạt động của đơn vị hành chính cấp huyện trong cả nước từ ngày 1 tháng 7 năm 2025.
- Ủy ban Thường vụ Quốc hội ban hành Nghị quyết số 1668/NQ-UBTVQH15[1] về việc sắp xếp các đơn vị hành chính cấp xã của thành phố Cần Thơ năm 2025 (nghị quyết có hiệu lực từ ngày 16 tháng 6 năm 2025). Theo đó, thành lập phường Long Mỹ thuộc thành phố Cần Thơ trên cơ sở toàn bộ 12,14 km² diện tích tự nhiên, quy mô dân số là 14.984 người của phường Thuận An; toàn bộ 19,88 km² diện tích tự nhiên, quy mô dân số là 10.444 người của xã Long Trị và toàn bộ 19,38 km² diện tích tự nhiên, quy mô dân số là 10.437 người của xã Long Trị A thuộc thị xã Long Mỹ, tỉnh Hậu Giang.

Phường Long Mỹ có 51,40 km² diện tích tự nhiên và quy mô dân số là 35.865 người.